# Ungarische Eishockey-Ruhmeshalle
Die Ungarische Eishockey-Ruhmeshalle ist die nationale Eishockey-Ruhmeshalle Ungarns. In dieser werden Spieler, Trainer und Funktionäre geehrt, die sich um den Eishockeysport in Ungarn verdient gemacht haben. Die Ruhmeshalle wurde 2011 gegründet und befindet sich in den Nebengebäuden der künstlichen Eisbahn im Stadtwäldchen in Budapest. Es wurden 2011 zunächst 22 Spieler aufgenommen, von denen jeweils elf noch lebende und elf bereits verstorbene Spieler geehrt wurden. In diesen Kategorien sollen auch die weiteren Persönlichkeiten aufgenommen werden. 

## Mitglieder der Ruhmeshalle

### Aufnahme 2011
Lebende Persönlichkeiten:
- György Pásztor, György Raffa, László Jakabházy, Viktor Zsitva, László Schell, András Mészöly, Antal Palla, Gábor Ocskay senior, Péter Kovalcsik, Csaba Kovács senior, János Ancsin

Verstorbene Persönlichkeiten: 
- Géza Lator, Sándor Minder, Zoltán Jeney, György Margó, István Hircsák, Sándor Miklós, Béla Háray, Lászlo Rajkai, Gábor Boróczi, György Leveles, Gábor Ocskay

### Aufnahme 2012
Lebende Persönlichkeiten: 
- Béla Tejfalussy, János Balogh

Verstorbene Persönlichkeiten: 
- Deján Bikár, Mátyá Vedres